# César Ades
César Ades (Cairo, 08 de janeiro de 1943 — São Paulo, 14 de março de 2012) foi um psicólogo, pesquisador e professor universitário egípcio, naturalizado brasileiro, pesquisador em etologia e em comportamento animal. 
Considerado um dos maiores psicólogos brasileiros, seu trabalho foi de extrema importância para a expansão da psicologia no Brasil. Sua pesquisa era focada em comportamento animal e César tratou cientificamente da questão dos modos de viver e de agir de várias espécies.
Foi docente do Departamento de Psicologia Experimental e do Programa de Pós-Graduação em Neurociências e Comportamento no Instituto de Psicologia da USP. Ocupou o cargo de Diretor do IP entre 2000 e 2004 e Vice-Diretor de 1998 a 2000, além de Diretor do Instituto de Estudos Avançados da USP.

## Biografia
César nasceu em 1943 no Cairo. Veio com a família para o Brasil aos 15 anos, naturalizando-se brasileiro. Graduado em psicologia, mestre e doutor em psicologia experimental e livre-docente pela Universidade de São Paulo. Foi professor titular do Instituto de Psicologia da Universidade de São Paulo, do qual foi diretor de 2000 a 2004. Também foi diretor do Instituto de Estudos Avançados da USP e membro do International Council of Ethologists, da International Society for Comparative Psychology, e vice-presidente da Sociedade Brasileira de Etologia, da qual foi fundador. Fundou a Revista de Etologia e participou como membro do conselho editorial das revistas Behavior and Philosophy e Acta Ethologica.
Coordenou o Laboratório de Etologia do Instituto de Psicologia da USP, onde desenvolveu estudos nas áreas de etologia, comportamento animal, cognição animal e bem-estar animal.

## Morte
César morreu em 14 de março de 2012 aos 69 anos, em decorrência de graves ferimentos após ser atropelado uma semana antes na esquina da Avenida Paulista com a rua Peixoto Gomide, na capital paulista, enquanto fazia uma caminhada. Ele foi sepultado no Cemitério Israelita do Embu.